# Historias De Valientes
Historias De Valientes es el séptimo álbum de la banda norteña Duelo y es la introducción de la banda al género del corrido. Fue lanzado el 1 de enero de 2008 .

## Lista de canciones
| N.º   | Título                       | Duración |  |
| 1.    | «La Paloma De Acero»         | 02:59    |  |
| 2.    | «Las Dos Escuadras Tronaron» | 03:38    |  |
| 3.    | «Jefe De Narcóticos»         | 02:46    |  |
| 4.    | «La Fuga Frustrada»          | 03:06    |  |
| 5.    | «Historia De Valientes»      | 03:24    |  |
| 6.    | «Me Tragué Mi Llanto»        | 02:37    |  |
| 7.    | «La Traición De La Novia»    | 03:00    |  |
| 8.    | «Adelio López Falcón»        | 02:57    |  |
| 9.    | «Los Cuatro Centenarios»     | 02:54    |  |
| 10.   | «El Joven Valorizado»        | 04:17    |  |
| 11.   | «Rosario Y Medina»           | 02:57    |  |
| 12.   | «El Penal De La Loma»        | 02:55    |  |
| 13.   | «El Hijo Del Traficante»     | 02:41    |  |
| 14.   | «El Criminal»                | 03:14    |  |
| 43:00 |                              |          |  |

## Detalles
El corrido Las Dos Escuadras Tronaron es una composición de El Viejo Paulino.
El Corrido Adelio López Falcón es en referencia al narcotraficante Edelio López.
Dos años después saldría su segundo álbum de corridos titulado Por una mujer bonita: Corridos y Canciones.
Reynaldo Martinez es el autor de Jefe De Narcóticos.